# Lathrapanteles fuscus
Lathrapanteles fuscus är en stekelart som beskrevs av Williams 1985. Lathrapanteles fuscus ingår i släktet Lathrapanteles och familjen bracksteklar. Inga underarter finns listade i Catalogue of Life.